# 1 Pułk Artylerii Ciężkiej (PSZ)
1 pułk artylerii ciężkiej (1 pac) – oddział artylerii ciężkiej Polskich Sił Zbrojnych.
1 pułk artylerii ciężkiej był organicznym oddziałem I Korpusu Polskiego rozmieszczonego w Wielkiej Brytanii.

## Organizacja formowanie i zmiany organizacyjne
Na podstawie wojskowej umowy polsko brytyjskiej zawartej w Londynie 5 sierpnia 1940, zalegalizowanej 22 sierpnia 1940 ustawą „Allied Forces Act” w załączniku 2 umowy ustalono zasady organizacji Wojsk Lądowych na terenie Wielkiej Brytanii i Bliskim Wschodzie. W myśl umowy Sztab Naczelnego Wodza we wrześniu 1940 przedstawił koncepcję organizacji korpusu na terenie Wielkiej Brytanii na podstawie doświadczeń lat 1939 i 1940. Korpus miał być jednostką o stałym składzie w odróżnieniu od korpusów brytyjskich. Wśród siedmiu jednostek szczebla korpuśnego mających wspomóc efektywność działań piechoty, przewidziano organizację dywizjonu artylerii ciężkiej. Dywizjon według założeń miał się składać z: dowództwa dywizjonu, dwóch baterii i kolumny amunicyjnej. Miał być jednostką całkowicie zmotoryzowaną. Na podstawie odprawy szefów oddziałów I, III i IV Sztabu NW przeprowadzonej w połowie września podjęto decyzję o dwóch fazach formowania oddziałów i służb I Korpusu Polskiego. Istotną przeszkodą był brak szeregowych do zaplanowanej organizacji jednostek i braki sprzętu i uzbrojenia. Na podstawie wniosków z narady szefów oddziałów, Naczelny Wódz wydał 26 września 1940. rozkaz L.dz.668/Tjn./Og.Org./40 dla dowódcy oddziałów Wojska Polskiego w Szkocji gen. bryg. Mariana Kukiela bezzwłocznego sformowania w terminie do 10 października 1940 w I fazie organizacji Kwatery Głównej I KP oraz pięciu innych oddziałów szczebla korpusu, wśród nich dywizjonu artylerii ciężkiej. Wyznaczono miejsce formowania w miejscowości Crawford. Następnym rozkazem NW L.dz. 788/Tjn./Og.Org./40 z 8 października 1940 między innymi nadano i usankcjonowano istniejące nazwy wszystkim jednostkom, a także ze względu na ograniczenia zmniejszono część służb. Ostatecznie tym rozkazem dla dywizjonu artylerii ciężkiej nadano nazwę „1 dywizjon artylerii ciężkiej”.  
11 grudnia 1940 inspekcję I KP przeprowadził gen. Alan Brooke Dowódca Sił Lądowych w Metropolii. 18 grudnia 1940 inspekcję I KP przeprowadził dowódca brytyjskiej artylerii gen. Lanuge, który w przesłanym po inspekcji raporcie do gen. Alan Brooke′a stwierdził, że stan wyszkolenia polskich artylerzystów był bardzo dobry. Opinia ta przełamała dotychczasowe opory strony brytyjskiej w dostawach sprzętu artyleryjskiego dla I KP. Wkrótce po Nowym Roku 1 dywizjon artylerii ciężkiej otrzymał pierwszą partię ciężkich dział.
Wiosną 1941 dokonano rozbudowy 1 dywizjonu artylerii ciężkiej do stanu trzech baterii w składzie 12 ciężkich dział. Stanowiło to przygotowanie do rozwinięcia dotychczasowego dywizjonu w pułk. Rozkazem NW L.dz.2777/Tjn./Og.Org./41 przewidziano dostosowanie organizacji do brytyjskich etatów w związku z uzyskaniem większej ilości wyposażenia i uzbrojenia. W pierwszej fazie przewidziano reorganizację 1 Brygady Strzelców i 10 Brygady Kawalerii Pancernej oraz organizacji 16 Brygady Czołgów. W drugiej fazie opisano organizację i reorganizację jednostek szczebla korpusu. W ramach II fazy z dniem 12 listopada 1941 przeformowano 1 dywizjon artylerii ciężkiej z etatu 3 bateryjnego z 12 działami, w 1 pułk artylerii ciężkiej z dwoma dywizjonami artylerii ciężkiej z 16 działami. Stan etatowy 1 pac wynosił 57 oficerów i 529 szeregowych (bez czołówki naprawczej), stan ewidencyjny na 3 stycznia 1942 wynosił 54 oficerów i 586 szeregowych.
Od maja 1943 prowadzone były rozmowy ze stroną brytyjską na temat zmian organizacyjnych związanych ze zmianą etatu 1 Dywizji Pancernej, polegającej na zwiększeniu jej stanu poprzez rozbudowę jednostek piechoty i jednostek artylerii, a zmniejszenie ilości oddziałów pancernych. W kalkulacjach przewidziano wcielenie do 1 DPanc 1 pac w sile faktycznie 450 żołnierzy.  
Podczas konferencji brytyjsko-polskiej z 28 i 31 sierpnia 1943 podjęto decyzję włączenia 1 pac w skład Artylerii Dywizyjnej 1 DPanc. jako pułku artylerii lekkiej. Jednocześnie wyniki konferencji wyprzedziły rozkazy i zarządzenia nowego Naczelnego Wodza gen. broni Kazimierza Sosnkowskiego. Na podstawie rozkazu Sztabu Naczelnego Wodza L.dz. 1057/Tjn. Org. 43 z 17 sierpnia 1943 roku 1 pac został włączony w skład 1 Dywizji Pancernej natomiast IV dywizjon (wcześniej II dywizjon 1 pułku artylerii lekkiej 1 Brygady Strzelców) 1 Pułku Artylerii Motorowej został wcielony do 1 pac jako III dywizjon. Proces przejęcia IV/1 pamot rozpoczął się 28 września 1943 roku, a zakończył 17 listopada tego roku podpisaniem protokołu L.dz. 1717/43 przez II zastępców dowódców obu pułków. Od pobudki 7 października 1943 roku żołnierze dowództwa pułku oraz I i II dywizjonu występowali w beretach i oznaki naramienne 1 Dywizji Pancernej.  
Z dniem 1 listopada 1943 roku dotychczasowy 1 pac został przeformowany w 2 pułk artylerii motorowej.

## Obsada personalna pułku
Dowódcy pułku
- ppłk Józef Krautwald de Annau (do IX 1940)
- płk dypl. Marian Korewo (do 10 IV 1943)
- ppłk Adam Józef Riedl[15] (10 IV – 18 XI 1943[16])

I zastępcy dowódcy pułku
- ppłk Edward Rykiert (27 IV[17] – 17 XI 1943[18])

II zastępcy dowódcy pułku
- kpt. Zenon Małłysko (do 18 XI 1943)

Dowódcy I dywizjonu
- mjr Otto Marcinek[19]

Dowódcy II dywizjonu
- ppłk Edward Rykiert[19]
- mjr Franciszek Ciniewicz (od 27 IV 1943[20])

Dowódcy III dywizjonu
- kpt. Ferdynand Schwetlich (do 6 X 1943)

## Odznaka pamiątkowa i proporzec
Odznaka pamiątkowa
Naczelny Wódz rozkazem L.dz. 29/G.M./43 zatwierdził odznakę pamiątkową 1 pac wraz ze statutem (Dziennik Rozkazów MON nr 1, poz. 4 z 10 lutego 1943). Odznaka jednoczęściowa o wymiarach 48x48 mm posiada kształt krzyża równoramiennego utworzonego z luf armatnich na których wpisano numer i inicjały „1 PAC”. Środkową część stanowi wylot lufy, w którym widnieje rok „1941”. Ramiona krzyża połączone są na przemian orłem na wieńcu z liści dębowych i lwem na wieńcu z liści ostu. Numerowana na rewersie odznaka wykonana jest z tombaku srebrzonego, oksydowana i mocowana dwoma firmowymi nakrętkami. Noszono ją na zielonej sukiennej podkładce. Odznakę zaprojektował Czesław Podleski, a wykonywali ją: F.M. Lorioli Fratelli, Milano - Roma oraz John Dunbar - Alloa.
Proporzec
Naczelny Wódz rozkazem L.dz. 1051/G.M.43 z 19 lipca 1943 zatwierdził wzór proporca pamiątkowego, ofiarowanego pułkowi przez miasto Derby oraz zezwolił na przyjęcie tego proporca przez dowództwo 1 pac „do oznaczania formacji podczas pochodów i postojów w myśl zasad” określonych w Dzienniku Rozkazów MSWojsk. Nr 8 z 3 marca 1927, poz. 65. Przy występowaniu pułku proporzec miał być rozwinięty.